# Maya (diễn viên)
Maya tên thật là Mai Thu Hường (sinh ngày 13 tháng 7 năm 1988) là một nữ ca sĩ, người mẫu và diễn viên người Việt Nam.

## Tiểu sử
Maya sinh ngày 13 tháng 7 năm 1988 tại Hà Nội, từ nhỏ đã có năng khiếu ca hát. Cô có chiều cao 1,74m, số đo 3 vòng lần lượt là 85 - 62 - 92.
Maya còn được biết đến với vai trò diễn viên, cô từng tham gia phim điện ảnh Scandal: Bí mật thảm đỏ trong vai Trà My.

## Sự nghiệp âm nhạc
- Cấp 1 cô tham gia lớp thanh nhạc câu lạc bộ Ba Đình.
- Khi còn học tiểu học và trung học phổ thông, cô thường tham gia đội văn nghệ của trường, đi thi các cuộc thi âm nhạc và được nhiều huy chương bạc, vàng…
- Maya có xuất phát điểm từ vai trò người mẫu cho chương trình Hãy chọn giá đúng của VTV. Sau đó, cô đoạt giải Miss Tài năng trong cuộc thi Hoa hậu hữu nghị Việt - Trung năm 2006 tổ chức tại Bằng Tường, Trung Quốc.
- Ca sĩ triển vọng do Hồ Gươm Xanh trao tặng cuối năm 2008.[2]

## Đời tư
Maya từng trải qua nhiều cuộc tình chóng vánh với một số đại gia, điều này làm sự nghiệp của cô gắn liền với scandal.
Maya từng vướng vào tin đồn tình ái chuyện tình dài 7 năm với doanh nhân Ngọc Thành - chồng của ca sĩ Tâm Tít (Phạm Thanh Tâm).
Vào khoảng giữa năm 2014, có tin đồn Maya đang mang bầu với bạn trai là đại gia kim cương Chu Đăng Khoa. Về phía Maya, cô không lên tiếng giải thích bất cứ điều gì về sự việc này. Một thời gian sau, khán giả thấy cô lặng lẽ sang Mỹ sinh con.
Ngày 25/07/2014, Maya tạm ngừng hoạt động vì có bầu.
Ngày 10/03/2015, Maya lần đầu khoe ảnh con gái (bé Bồ Câu) mang quốc tịch Mỹ. Hiện tại, cô làm mẹ đơn thân sau khi ly hôn với chồng.

## Phim đã tham gia

### Truyền hình
- Trái đắng
- Yêu lần nữa
- Gọi nắng
- Bước nhảy hoàn vũ
- Về nhà đi con ngoại truyện
- Mình yêu nhau, bình yên thôi

### Điện ảnh
- Scandal: Bí mật thảm đỏ (2012)
- Cô dâu đại chiến 2 (2014) vai Thu Huyền
- Sài Gòn, anh yêu em (2016) vai Thiên Kim
- Xóm trọ 3D (2017)
- Vợ ba (2019)
- Em là của em (2021) vai Quỳnh Anh
- Đóa hoa mong manh (A Fragile Flower) (2024) vai Thạch Thảo